# SAND LAND
『SAND LAND』（サンドランド）は、鳥山明による日本の漫画。『週刊少年ジャンプ』（集英社）において、2000年23号から同年36・37合併号まで連載された。本項では、本作を原作とする劇場アニメ・ゲーム・Webアニメ作品についても記載する。

## 概要
鳥山明の作品『COWA!』や『カジカ』と同様に『ドラゴンボール』終了後、短期集中連載で描かれた作品であり、鳥山明が老人と戦車を描きたいということから創られた。
構想当初より全一巻の短期集中連載として企画されており、ストーリーも作者にしては珍しく最後まで決められ描かれた。この物語では、他の多くの鳥山明作品と同様に人間以外の知的生命体が多数存在し、主人公のベルゼブブも魔物の少年である。わずか全1巻の短い連載ながら人気を博し、数か国語で翻訳出版された。
鳥山は全てを1人だけで仕上げたために戦車の絵を描くのは大変で後悔したと語り、2014年4月に本作のコミックスが重版された際の新規帯では「『COWA!』と並んでお気に入り」とコメントしている。
2022年12月8日に本作のティザーサイトとTwitterアカウントがオープンし、「SAND LAND project」の始動が発表された。
2022年12月17日、公式サイトが更新され、サンライズ（バンダイナムコフィルムワークス）・神風動画・ANIMAの3社による映像化の発表、同時にサンライズ公式YouTubeチャンネルより特報映像が公開された。
2023年6月9日にゲームの最新情報などを発表するイベント「Summer Game Fest（サマーゲームフェスト）」において、バンダイナムコエンターテインメントから本作がゲーム化されることが発表された。
2023年8月4日に連載当時のカラーページや表紙イラストも収録した『SAND LAND 完全版』が発売。同日発売の『最強ジャンプ』2023年9月号より2024年9月4日発売の10月号まで『SAND LAND フルカラー版』を連載。

## あらすじ
人の行為と天変地異によって、世界のほとんどが砂漠となった世界。砂漠と荒野に覆われた大地に住む人々にとって、生命線であった川が枯渇し、たった一つの水源を独占した国王によって、水は法外な値段で取引され、国中の人々が乾きに喘いでいた。
そんな中、この状況を打破すべく国王の水源とは別の水場「幻の泉」を探すために、初老の保安官ラオは腕の立つ魔物に加勢を求め、魔王の息子で王子・ベルゼブブと、そのお目付け役のシーフとともに水源を探す危険な旅へと出発するのだった。
国王軍の戦車を強奪した一行だったが、やがてラオは、約30年前に自らが指揮していた任務により起こった予想外の大爆発が、ピッチ人の絶滅と彼ら戦車隊を殺害するためにゼウ大将軍が計画したものだったことを知る。その爆発により愛する妻を亡くしていたラオ＝当時のシバ将軍は、ゼウ大将軍への復讐をラジオ経由で告げ、干上がった川を遡っていき水源を目指す。
途中、戦車部隊を指揮するアレ将軍と交戦するが、ラオは持ち前の見事な戦略と砲撃の技術、そしてベルゼブブの視力・聴力とシーフの戦車操縦のサポートにより、瞬く間にアレ将軍の戦車隊の戦闘力のみを奪って撃破してしまう。
旅を続け、国王の水源に到着した一行は、国王が建設したダムを目撃する。そこに、ゼウ大将軍が現れて、国王軍の研究所で造られた生物兵器の虫人間と戦うことになる。ベルゼブブを超える恐るべき戦闘力を持っていた虫人間であったが、ブチキレたベルゼブブによって倒され、ゼウも駆けつけたアレ将軍に撃破される。
そして、ベルゼブブたちは、水源のダムを破壊して川に水を戻した。

## 登場人物

### 泉探しに旅立つ3人
ベルゼブブ
声 - 田村睦心
本作の主人公。悪魔の王サタンの息子である悪魔の王子。約2500歳。身長105cm。砂塵よけのゴーグルと、ショートレギンスに近いものを着用している。自称極悪非道の悪魔だが、人間を殺しはせず、実質的には子供の悪戯程度のことしかしていない。むしろ渇きに苦しむ人間の子供に奪った水の一部を分けてやったり、思いやりのある優しい心根をしている。ゲーム好き。闇のパワーを自分に吸収することが可能。パワーを吸収した後ブチキレると魔物としての本性が目覚め、戦闘力が大幅に増す。ダメージを受けたり傷を負っても、すぐに回復するらしい。本人は手下の魔物たちに「やばくなったら召喚魔法で呼び出してやる」と発言していたが、本当はそんな魔法は使えず（ただのハッタリ）、他の魔物たちもわかっている。視力・聴力はレーダーやスコープよりはるかに優秀。
ラオ（シバ）
声 - 山路和弘
人間の保安官で初老の男。61歳。とても生真面目で、正義感の強い性格。いくつかの証拠から幻の泉の存在を確信し、人々を救うために魔物に協力を求め旅に出る。とはいえ、当初はベルゼブブたちのことを心底は信用しておらず、弾丸が装填された銃を「弾が入っていない」と偽っていた。格闘戦ではトンファーで戦う。ベルゼブブが今まで見てきた人間の中では一番目か二番目に強いらしい。保安官なのになぜか戦車の扱いにも長けている。その正体は、元国王軍の将軍・シバ。約30年前、自ら戦車隊を指揮してピッチ人を攻撃したが、予想外の大爆発によって本人は生き残るも、妻と全ての部下を失い、ひっそりと姿を消したのち、名前を変えて暮らしていた。写真が全て焼失したため、妻の写真が載った雑誌の切り抜きをお守りとして持っている。シーフの話から、大爆発がゼウたちが水を独占して儲けるためと、自分たちに逆らうシバたち戦車隊と水を作り出せるピッチ人を同時に全滅させるための作戦だったと知り、ゼウ大将軍に対する怒りを燃やす。ベルゼブブを当初は略して「ベルゼ」と呼んでいたが、途中から「王子」と呼ぶようになる。ラストではピッチ人たちに物資を運び、途中で魔物たちの棲み家に寄ってベルゼブブとシーフを誘った。
シーフ
声 - チョー
ベルゼブブのお目付け役の魔物。物知りで盗みが得意。かなり臆病で、ベルゼブブに旅に着いて来るよう命令された時も嫌がっていた。好奇心旺盛で、調子に乗りやすい一面もある。盗みをする時はサンタ服を着るが、その理由は「サンタの格好ならいざという時にごまかしがきくから」らしい。老人然とした外見だが、年齢は約2500歳のベルゼブブよりもう少し年上程度。車や戦車の運転の際にはベルゼブブ以上にはしゃいでいた。ラオに30年前の大爆発の真相を語った。当時人気だったテリアのことも知っていた（シバの妻だったことまでは知らなかったが）。1度だけ水と食料を盗む役を担ったが、以降は戦車の操縦役が主だった。髪は多くないがヘアスタイルにはこだわりがあるらしく、ヘアスプレーを常備。サンタ服を着る際も乱れを気にしていた。

### 魔物
残酷で悪さばかりすると人々の間で恐れられている種族。ただしそれは昔から何か悪いことが起きると人々が魔物のせいにしてきたためであり、実際は人間に多少の危害を加えることはあっても殺すことはなく、ある意味人間よりも純粋な存在。国王軍の水運搬車を襲ったりすることを除けば、やっていることはほとんど子供のイタズラ程度の悪さだが、本人たちは大悪党気取り。ベルゼブブやシーフなどは人間の間でもある程度有名で、顔と名前を知っている者がいる。脳だけで会話することが可能で、相手の心を読んだり、心の「透明度」を測ることもできる。また、聖水に弱い（日本産の魔物であるカマイタチを除く）。様々な姿の魔物がおり、以下に紹介する以外にも数種類の魔物が登場している。ベルゼブブとシーフに関しては#泉探しに旅立つ3人を参照。
サタン
声 - 大塚明夫
魔物を束ねる王。ベルゼブブの父親。超巨体で、ベルゼブブは彼のスネくらいまでしかない。魔物のためでもあり、ベルゼブブの修行にもなるということで、ベルゼブブがラオの泉探しの旅に同行することを許可する。
息子には厳しく、彼が旅に出る前に「生きて帰ったらゲームは1日1時間まで」と注意する父親らしい一面を持っている。
『ドラゴンボール』に登場するダーブラに似た姿をしているが、鳥山によると最上位の悪魔はこのようなイメージだという。
カマイタチ
声 - 坂泰斗
イタチの姿を持つ魔物。ベルゼブブとともに国王軍から水を奪った魔物。鎌が武器でスピードが速い。日本産の魔物なので聖水が効かない。
グレムリン
声 - 中根久美子
ベルゼブブとともに国王軍から水を奪った魔物。その強靭な拳は車のボンネットも打ち抜き、コードを引きちぎって作動不能にした。
ケンタウロス
声 - 野川雅史
ベルゼブブとともに国王軍から水を奪った魔物。上半身がヒゲの男、下半身が馬。ベルゼブブたちを乗せて運搬車まで走った。
ゴースト
声 - 小若和郁那
常に浮遊している幽霊の魔物。なまりきっているため、長距離は飛べずベルゼブブの旅に同行しなかった。
ガーゴイル
声 - 松重慎
ゴーストに同じ。
妖狐
声 - 手塚ヒロミチ
狐の姿を持つ魔物。
サテュロス
声 - 田中貴子
山羊の角と下半身を持つ魔物。劇場版では出番が増えており、魔物の里に来たラオをクソサボテンで驚かせようとした。
半魚人、河童
川が干上がって以来、泳げなくてストレスが溜まっている。
スライム
うっかり強い日差しの中で昼寝をしてしまい、目玉を残し蒸発して死ぬ。
劇場版では、瀕死になった所でベルゼブブに国王軍から奪ってきた水を与えられる。映画では死を直接的に描きたくないということで、原作サイドとの相談の上でこのような描写となっている。本来は半液体でナメクジのような形態をしている。

### 国王軍
国王
声 - 茶風林
砂漠の王国を治める王。かなりの肥満体型。もういい歳だが幼稚かつ間抜けな性格で、国政も放り出しゼウ大将軍の言いなりになっている。ゼウの死後はアレの発言により、川の水を取り戻したラオたちに多額の報酬金、全財産の半分を食料として全国民に支給することになる。
劇場版のラストシーンでは渋々国民たちに水を無料で提供する姿が描かれた。
ゼウ大将軍
声 - 飛田展男
国王に代わって何十年も前から実質砂漠の王国を取り仕切っている男。ずる賢い性格で、水源を抑えて水を高額で売りつけるなど様々な悪事を画策してきた卑劣漢。61歳のラオに「まだ生きていたのか」と言われるほどの高齢だが、機械人間となって未だ元気。30年前の大爆発事件を仕組んだ元凶でもある。最後に自ら出向いて未完成の虫人間を差し向け、敗北すると爆破してベルゼブブに大きなダメージを与える。さらにラオを戦車ごと爆弾で倒そうとするが、駆けつけたアレ将軍の砲撃によって撃ち抜かれ、そのまま墜落し爆発四散した。
機械人間となったゼウは足はなく、丸いポッドから頭と両手が出ている形になっている。右目と目から上の頭部は半分以上がメカで、鼻には、左耳の部分に付けられた機械から伸びた管が繋がっている。手の下にあるボタンを押すことで、虫人間の体内のリモコン爆弾を爆発させたり、機銃を使用できる。
足元当たりには機銃が装備され、真下からは、戦車を壊せるくらいの威力を持った小型爆弾を落とすための発射口が付いている。また、飛行が可能。後部の下方にはアンテナのようなものが付いている。
劇場版では巨大戦艦を所有し、虫人間の数も増加。ポッドの中に脱出ギミックを搭載しており、原作では描写のなかった足が見える場面がある。終盤では原作同様アレ将軍に打ち落とされ爆死は免れるも、逆にラオに追い詰められてしまい必死の命乞いをして生き永らえる。しかしそれは騙し討ちであり直ぐ様上空に飛び去り残りの虫人間の起爆スイッチを押してラオたちを吹き飛ばそうとするが、意識を取り戻したベルゼブブによって空高く殴り飛ばされた。
アレ将軍
声 - 鶴岡聡
国王軍の将軍。30年前シバ（ラオ）の戦車部隊に所属し、大爆発で死亡した軍人アポの息子。ゼウ大将軍の命令でベルゼブブたちを追うが、報道局に似顔絵を持って来たスイマーズを尾行する途中、ラオと交戦。戦車3両を戦闘不能にされて敗北を悟る。ラオとシーフによって、父が死んだ30年前の真実を知るも当初は信じられなかった。しかし、国王にカマをかけた結果、事実だったと悟りゼウから離反。ラオたちに国王の水源の場所を教えたうえ、見張りの兵に特別休暇を与えてガラ空きにした。最後はゼウ打倒とダム破壊に手を貸したのち、「自分もゼウと似たような悪事を行った」として一度軍の除隊を決意するが、ラオには「君こそが大将軍にふさわしい」と称賛されゼウに代わり大将軍に任命される。
ドクター・ポセ
声 - 吉富英治
国王軍の科学者で、虫人間を作り出した人物。コントロールがまだ完全にできておらず、住民たちや自分たちを襲うかもしれなことを理由にゼウの虫人間の使用を止めようとしたが、「リモコン爆弾を体に埋め込めばいい」と言われ押し切られた。
シバ将軍
かつて、27歳で国王軍の将軍となり、戦車部隊を指揮していた、正義感に溢れ数々の功績を打ち立てた伝説的な英雄軍人。30年前、国を破壊しようと企むピッチ人を止めるための作戦に戦車隊と共に出撃し、その時起きた大爆発で死亡したとされる。妻は人気セクシー女優のテリアだったが、彼女もその爆発に村や自宅もろとも巻き込まれ死亡している。生真面目で優秀な軍人であると同時に、敵にも温情深い紳士であり、武士でもあった。今でもスーパースターと呼ばれている。

### スイマーズ
砂漠で有名な悪党で、パパとその息子パイク、シャーク、グッピーの4人組。自称「サンドランド一の悪党」。全員がいつも水泳パンツ姿だが、パパ以外は実際に泳いだことが無い。全員ベルゼブブにこらしめられるが、泉の存在を信じる彼らを次第に信じるようになる。最後には水源のダムを破壊する手助けをし、水が戻った川で4人とも水泳を楽しむ。
パパ
声 - 杉田智和
シャーク、パイク、グッピーの父親。マッチョで、水泳帽にゴーグル、マント姿。元反乱軍だがシバ（ラオ）のせいで負けたらしく、彼を恨んでいる。ただしラオの「ゼウをゆるさない」というところだけは気に入ったらしい。ベルゼブブにやられた後、「本当に泉があると思うか」と問い、肯定する彼にさらに「もし見つけたら泳いでもいいか」と聞いて「スキにすればいい」と返され、彼らを信じるようになる。
パイク
声 - 遊佐浩二
ナベをかぶってネクタイをしている。はるか85キロ先の砂漠の彼方にいる戦車と乗員の顔が見えエンジン音が聞こえるくらい、目と耳がいい。スケッチが得意。
シャークを呼び捨てにし、スケッチブックを取るよう命令していることから、こちらの方が年上らしい。また、痩身だが身長はシャークより高い。最後のシーンで、川で泳いでいる途中、通りかかったラオたちに手を振っていた。
シャーク
声 - 吉野裕行
痩せこけた顔で、ゴーグルを付けた帽子（ハット）をかぶり、背広の上着のようなものを着ている。脚が速いのが自慢で最高時速180キロ出せるが、ベルゼブブに追いつかれた。痩身で4人では最も小柄。似顔絵を持参した際、記念品として渡されたネックレスを発信機入りとも知らずに喜ぶあたり、かなり抜けている様子。
グッピー
声 - こばたけまさふみ
規格外の肥満体型で、常に水中メガネをしている。普通の人の身長の倍以上はある超大型の銃を持ち、弾は結構高級なもの（戦車の主砲と同等以上）を使っているらしい。通称「人間戦車」。背中に巨大なツボを背負っている。肥満体型とは裏腹に脚の速さはパイクを上回っている。ベルゼブブに投げ飛ばされた。

### フォレストランドのキャラクター
アン
声 - 小松未可子
Webアニメ版、ゲーム版オリジナルキャラクター。
ベルゼブブ、ラオ、シーフと共に旅をすることになる仲間。メカニックとして彼らの冒険に加わる。正体はフォレストランドの王女で、動物と意思疎通ができる特殊な力を持つ。後にベルゼブブの姪にあたることが判明する。
ムニエル
声 - 村瀬歩
Webアニメ版、ゲーム版オリジナルキャラクター。
天界からやってきた天使。村瀬歩は自身のキャラクターについて「中々にいい性格をしたペテン師、いえペ天使です」と語っている。
ブレッド
声 - 玄田哲章
Webアニメ版、ゲーム版オリジナルキャラクター。
フォレストランド軍の大将軍。ムニエルを擁立してクーデターを起こし、フォレストランドの実権を握る。
エピ
声 - 千葉繁
ゲーム版オリジナルキャラクター。
フォレストランド軍の狡猾な将軍。
クロワ
声 - 古川慎
ゲーム版オリジナルキャラクター。
フォレストランド軍の特攻隊を指揮する将軍。キザな言動が目立つが、義理堅く兵士の人望も厚い。
ロゼッタ
声 - 田中敦子
ゲーム版オリジナルキャラクター。
フォレストランド軍の戦車隊を率いる部隊の将軍。ブレッドの娘で、アンとは幼馴染。
リリス
声 - 甲斐田裕子
フォレストランドの王妃。ベルゼブブの姉にあたる。10年前のクーデターにより倒されたとされており、現在は消息不明。
ジャム国王
声 - 樫井笙人
フォレストランドの国王。10年前にブレッド大将軍が起こしたクーデターで失脚する。
ランゴ
声 - 上田燿司
レジスタンスのリーダー。ジャム国王の信頼厚い側近の1人。かつてサンドランドの反乱軍に所属しており、シバ将軍のことも知っていた。
スコーン
声 - こぶしのぶゆき
レジスタンスの一員。太った人物。
シミット
声 - KENN
レジスタンスの一員。ドレッドヘアの人物。

### 天使
カマベル
声 - 吉野裕行
特級天使。翼が生えた赤ん坊の姿をしている。
ポワル
声 - 梅田修一朗
ムニエルの同僚の2級天使。

### その他
ゲジ竜
砂漠に棲む巨大な生物。ムカデのような体に竜のような頭とケラのような前足が付いた姿で、体が物凄く長い。砂漠の穴に潜み、獲物が近くを通ると爆発するような大きな音と共に出現して襲い掛かる。動きがとてつもなく早く、車でさえフルスピードで走ってやっと振り切れるほど（それも、重い荷物を引いていると逃げ切れない）。悪魔の王子であるベルゼブブをして「自分でも倒せない」と言わしめるほどの怪物。ラオが車の後部の荷台を切り離して軽くすると同時に荷台をゲジ竜にぶつけ、辛うじて振り切った。しかし、その代償として水と食料と燃料を全て失ってしまった。
発想はゲジゲジ、竜、オケラから。
盗賊団
声 - 伊丸岡篤（リーダー）、越後屋コースケ、高橋伸也、相馬康一、綿貫竜之介、手塚ヒロミチ、石井隆之、三瓶雄樹
砂漠を通りかかった者を狙って追い剥ぎを行う不良グループ。人数は20人ほど。全員ピッタリしたタイツを着用しており、ベルゼブブからは「まぬけなかっこう」と言われた。ゲジ竜から逃げおおせ、旅を続けるベルゼブブたち3人の前に現れ、彼らの乗る砂漠車をパンクさせて身ぐるみをはごうとするが、ラオとベルゼブブに倒される。最終話で砂漠車を綺麗にしてラオに返したことがラオの台詞で語られている。ゲーム版では「ダイヤ団」と名付けられている。
サンドランド王国内では、彼らやスイマーズのような悪党が30ほど存在している。
ピッチ人
おだやかで友好的、かつ頭のいい種族。砂漠の人々のために大量の水を精製するマシンを作ろうとしていたが、それを作られると国民から金を搾れないと考えたゼウ大将軍により、破壊のための兵器を作っていると汚名を着せられる。さらに大爆発する危険があるアクアニウムを使用した水を作るマシンを、ゼウ大将軍に騙されたシバ将軍の戦車隊に攻撃され、機械の爆発によってシバの部隊もろとも全滅した。しかし、実は砂漠の中のオアシスに少数のピッチ人が生き残っていた。発見したベルゼブブは「ここは見なかったことにする」と告げたが、欲しい物を聞かれた彼らは「缶詰と服と靴が欲しい」と言ったらしい。
Webアニメ版の「天使の勇者編」ではその後もラオたちが度々物資を届けており、ピッチ人たちもラオたちも犠牲者だと和解をしている。ラオたちに様々なアイテムを贈っている他、大昔にフォレストランドで空中要塞「ガラム」を開発したことが判明した。
虫人間
魔物の根絶を目指すゼウ大将軍の命令により、国王軍の研究所でドクター・ポセにより造られた生物兵器。戦車砲やベルゼブブの攻撃すら全く効かない堅い装甲と、通常のベルゼブブをも圧倒するパワーを持つが、未完成で完全にコントロールできない。ブチキレたベルゼブブによって戦闘不能になるが、とどめを刺される前に、体内に埋め込まれたリモコン爆弾をゼウ大将軍が作動させたことによって爆発する。
劇場版では人数が増えており、ゼウの巨大空母から投下された。

## メカニック
砂漠車 / ラオの車
ラオが保安官として使用している四輪駆動車。後部に荷台車両を連結している。ベルゼブブたち3人が旅立つ際に使用していたが、荷台車両はゲジ竜から逃げる際に切り離して失い、その後砂漠車自体も盗賊団により4輪ともパンクさせられる。
戦車
非常に車高が高く、前面と両側面にハッチがある。このため内部は広々としており、実在の戦車に比べると抜群に居住性は良い。キャンピングカーのように何日間も車内で寝泊まりできるほどである。ただし、ハッチを開けないと中は暑く、走行中の音もかなり大きい。かなりの重量であることは、装備されている4つの大型反石の目盛りを全て最大限にしても1562キロ（1.5トン以上）もの重量であることからわかる。
ズングリとした砲塔やボディは鋳造構造らしく、ザラザラとした曲面構成でリベットやネジは見当たらず幾何学的な継ぎ目がある。足回りはスプロケットホイール、アイドラーホイールが各1対に転輪が4対、それにサイドスカートが付いている。大きな反石が4つ使われていて、相当の重力コントロールができる。砲塔は上から押しつぶしたような半球状で、車長用の大型キューポラがある。また、半円柱状の砲盾に主砲同軸の機銃を備える。主砲は車体に比してやや小口径だが、非常に発射速度が高く精密連射が可能。ラオいわく、高級な装備のわりに主砲はそれほどでもないらしい。始動は隠しスイッチ。
隊長車を含めて全5輌。ラオたちが奪った104号以外は金属レーダーを装備しており、間接照準による砲撃が可能。発信機も付いており、飛行運搬船から位置を把握できる。
本来戦車は目立たないように、また攻撃を受けにくいように車高を低くするものだが、大きな戦闘が無くなってからは威圧感を重視して車高を上げ、世間に対して存在をアピールするためにこのような意匠になっている。また、両側面の巨大ハッチなど防御力も軽視している。モチーフはペンギン。
戦車104（ヒトマルヨン）号（4号車）
ラオとベルゼブブらが乗り込むメカ。登場する戦車は全てこれと同型である。戦争当時のものではなく新型であり、元々アレ将軍の戦車隊の所属車両だったが、12地区で単独行動（運搬船の護衛）していたところをラオたちが鹵獲して使用する。ラオは、その卓越した戦闘技術により、敵戦車の砲盾と無限軌道のみを正確に撃ち抜いて次々に無力化していく。アレ将軍が集結させた他の4輌の戦車と違い金属レーダーを持っておらず、アレ将軍に苦戦するかと思われたが、ベルゼブブが観測機の役割を果たして標的の位置を知らせた。
戦車101号（1号車）
2個小隊規模の戦車隊を率いるアレ将軍の隊長車。この車両だけ主砲が長砲身（74ミリ砲）で、T字型マズルブレーキを備える。
戦車102号（2号車）
1号車と共に4号車を狙撃しようとするが、1度通過してから全速でバックしてきたラオの4号車によって、砲盾と右起動輪を瞬時に撃ち抜かれ擱座、行動不能となる。
戦車103号（3号車）、戦車105号（5号車）
太陽を背にしたラオの4号車を眩しさで視認できないうちに左方向から砲撃され、砲盾と右起動輪を瞬時に撃ち抜かれ擱座、行動不能となる。
飛行運搬船 / 飛行タンク船
水源から、販売用の水を運搬するための専用飛行機。前部左右に機関砲を1門ずつ、計2門装備している。また、中央真下には爆弾を落とすための発射口が付いている。
本体の斜め前後左右には長いフックが付いていて、これを水のタンクに引っ掛けてつかむような形でタンクを運搬する。
運搬船の運用はアレ将軍が取り仕切っているらしく、また2機しか存在しない。1号機は、ベルゼブブとシーフによって持ち上げられたラオの戦車の真上への砲撃により撃破され、飛行不能になって不時着。2号機は、1号機を撃墜されたアレ将軍を迎えに行った後は水源に置かれている。
6億円分の水が詰め込まれた巨大タンクをつかんで飛行運搬できるほどのパワーがある。
国王軍以外は飛行機の使用を禁止されており、飛行機自体も国王軍が所有する2機しか存在しない。
劇場版では、2号機もラオたちに同様の手段で撃墜されたことが、セリフのみで語られる。
水タンク
飛行運搬船のフックを引っ掛けて運搬する、丸い巨大タンク。警備のため、側面にはタンクの直径を囲むように、兵士が立つための足場が設置され、その足場の左右にも運搬船と同じような機関砲が1門ずつ、計2門装備されている。足場には上に向かってハシゴが伸びていて、運搬船でタンクをつかんだ時、運搬船の入り口から下に上る短いハシゴとぴったりつながるようになっている。
1個はラオの戦車によって穴を開けられたため、運搬船から切り離されて大破。水源に置かれているものにこの大破した1個を含めると、少なくとも4個は存在する模様。
最大でどの程度の量の水を詰め込めるのかは不明だが、アレ将軍が運搬していたものには、6億円分の水が詰め込まれていた。
巨大空母
映画版オリジナルメカ。アクアニウムを原動力としており、砂漠の中に潜ることも、空中に浮かぶこともできる。
映画のパンフレットにデザインについて「鳥山先生が描いた物に見えるように意識した」と記載がある。
空中要塞ガラム
Webアニメ版オリジナル。フォレストランド軍が復活させようとしている大戦時代の兵器で、直径約1キロの円形の巨大飛行体。ピッチ人の技術を利用して作られ、アクアニウムを動力とした大量破壊兵器。
この他、国王軍の水を運ぶ乗り物として装甲列車が登場予定でラフスケッチも存在していたが、鳥山は「地形の変わりやすい砂漠で列車は無いと思いやめた」と語っている。

## 用語
アクアニウム
巨大なエネルギーを生み出す鉱石。30年前のサンドランドでの大爆発はアクアニウムが原因。
ウォーター・フィンチ
メダカのような淡水性の小魚を食す小鳥。繁殖期になると必ず砂漠の北にある岩の巣に向かう。ラオはこの鳥を目撃しており、鳥がやってきた方角である砂漠の南のどこかに小魚がいるような泉が存在すると確信する。
クソサボテン
劇場版に登場。うんちの形をしたサボテン。着火することで噴出口から臭い煙が出る。
サンドランド
本作の舞台となる王国。土地のほとんどが砂漠や岩石地帯の国で、川も干上がっている。たった1つの水源を国王が独占しているため、国民は水不足にあえいでいる。中央部の北にはラオが住むアパト村がある。魔物たちが住む「魔物の里」はサンドランドの北に位置する。
反石（はんせき）
電気を流すことで、重力を変化させられる貴重な鉱石。車高を上げた戦車は重量が重くなり、重心が上がってバランスが悪くなるため、反石を設置することで重量をコントロールしている。車内に備え付けられた反石目盛りを使うことで戦車の重量を調節することができる。
フォレストランド
Webアニメ版およびゲーム版に登場。「天使の勇者編」の舞台。サンドランド南端の、国境沿いのダムより南方に位置する。緑と水が豊富な国で、熱帯域から寒冷地帯まで幅広い気候を持つ。サンドランドとは不可侵条約が締結され国境は越えられない状態にあるが、地下の隠し通路があり、アンの案内でベルゼブブたちはフォレストランドに侵入することができた。

## サブタイトル一覧
1. 出発
2. 盗賊団
3. 戦車
4. 飛行タンク
5. 闇の真相
6. ラオのお守り
7. 戦車戦
8. シバ将軍とアレ将軍
9. 砂嵐のみつけたもの
10. 幻の泉
11. 水源の秘密
12. 悪魔のベルゼブブ
13. 決戦の行方
14. 川

## 書誌情報
単行本
- 鳥山明 『SAND LAND』 集英社〈ジャンプ・コミックス〉2000年11月2日発売[32]、ISBN 4-08-873039-9

完全版
- 鳥山明『SAND LAND』 集英社〈愛蔵版コミックス〉2023年8月4日発売[33]、ISBN 978-4-08-792607-1

## アニメ

### 劇場アニメ
2023年3月22日（世界水の日）に、メインキャラクターのビジュアル、加えて鳥山明からのコメントも公開された。3DCG映画として、同年8月18日に東宝配給でIMAX版・4DX版・MX4D版と共に公開。
原作漫画にはなかった「復活したスライムのデザイン」、「ラオとゼウ大将軍が決着をつけるシーン」は鳥山明が考えたものである。

#### スタッフ
- 原作 - 鳥山明[14]
- 監督 - 横嶋俊久[11]
- ディレクションアドバイザー - 神志那弘志[11]
- 脚本 - 森ハヤシ[11]
- キャラクターデザイン - 菅野利之[37]
- メカニカルデザイン - 山根公利、帆足タケヒコ[37]
- 音楽 - 菅野祐悟[11]
- 音響監督 - 岩浪美和[11]
- アニメーション制作 - サンライズ、神風動画、ANIMA[14]
- 製作会社 - 「SAND LAND」製作委員会
- 配給 - 東宝[14]

#### 主題歌
「ユートピア」
imaseによる主題歌。作詞・作曲はimase、編曲はmabanua。

#### 制作
制作の発端は2019年であり、当初バンダイナムコエンターテインメントで『SAND LAND』のゲーム制作の企画が立ち上がり、バンダイナムコフィルムワークスにそのプロモーション映像制作の話が届き、そこから神風動画に声がかかったという経緯になっている。
監督の横嶋俊久は神風動画でドラゴンクエストシリーズのゲーム内ムービーのディレクションなどを担当しており、その実績からバンダイナムコフィルムワークスの谷口理からの依頼で、集英社に本作の映像化を検討してもらうためのパイロット版を制作することになった。パイロット版は『映画ドラえもん のび太の新恐竜』（2020年）のオープニング制作の平行しての仕事だった。神風動画のメインツールは3Dだが、パイロット版の段階からサンライズの協力で2Dと3Dが混在したハイブリッドの形になっている。その後、正式に本編をつくることになり、その時のスタッフィングでは3D部分を神風動画だけで担当するのは少し難しいということになり、パイロット版クリエイティブプロデューサーの水崎淳平（神風動画代表）の提案でANIMAも制作に参加することになる。パイロット版の段階から3Dと手描きの違和感をなくすことがテーマのひとつとなっている。
パイロット版の段階でシナリオの森ハヤシ、美術の金子雄司率いる青写真、音響監督の岩浪美和、ベルゼブブ役の田村睦心、ラオ役の山路和弘、シーフ役のチョーなど、本編映画の主要スタッフはすでに揃っていた。
シナリオ会議は難航したが、鳥山明が原作とアニメ映画とゲームを比べた上で、それぞれの方向でのアドバイスをしたことで話がまとまり、絵コンテ制作に入った。横嶋は長編監督のデビュー作ということでアイデアのサポートをしてくれる人を探すことになり、『Dr.スランプ アラレちゃん』の作画監督を務めていた芦田豊雄の弟子であり、同作にも関わっていた神志那弘志（スタジオ・ライブ代表）がディレクションアドバイザーを務めることになった。そして、横嶋は「鳥山先生の絵を描ける一番上手いアニメーター」としてスタジオ・ライブの菅野利之を神志那に紹介してもらい、「鳥山先生の知識に敵うようなメカニカルデザイナー」として山根公利に声をかけた。

#### 評価
2023年8月21日に発表された国内映画週末興行成績ランキングでは初登場第6位にランクインし、アンケートでは観客満足度96.4%を、Filmmarksの初日満足度ランキングでは1位を獲得した。
アニメ監督の村瀬修功は「今CGでここまでできるのか」と称賛しており、同じく押井守は「鳥山明作品はCG作品向き。それに気づいた時点でこの作品は勝ち」と評価している。

### Webアニメ
2023年11月14日、本作のWebアニメ版が『SAND LAND: THE SERIES』のタイトルで、中国本土を除く全世界でディズニープラス「スター」にて独占配信されることが発表された。2024年3月20日より配信開始。全13話。
2023年夏に公開された劇場版『SAND LAND』に未公開カットや新たなシーンを追加し再構築した「悪魔の王子編」（第1話 - 第6話）、フォレストランドを舞台に新たな冒険を描いた「天使の勇者編」（第7話 - 第13話）の計2章（全13話）となる。3月20日より第1話 - 第7話を配信、3月27日より毎週水曜日に第8話以降を1話ずつ配信。
鳥山明は天使ムニエルの設定とデザイン、アンなどのデザイン、エピソードなどを提案している。
主題歌は、オープニングがKroiの「Water Carrier」、エンディングがTempalayの「ドライブ・マイ・イデア」に決定した。

#### 地上波での放送
2025年5月1日、同年6月28日よりNHK総合テレビにて毎週土曜日 23:45より地上波での放送を行うことが発表された。

#### スタッフ（Webアニメ）
- 原作・ストーリー原案・キャラクターデザイン - 鳥山明[43]
- 監督 - 横嶋俊久[43]
- ディレクションアドバイザー - 神志那弘志[43]
- シリーズ構成 - 森ハヤシ[48]
- アニメーションキャラクターデザイン - 菅野利之[48]
- メカニカルデザイン - 山根公利、帆足タケヒコ[48]
- CGディレクター - 重川尚之[48]
- 美術監督 - 金子雄司[48]
- 色彩設計 - 安部なぎさ[48]
- 撮影監督 - 川下裕樹[48]
- 編集 - 徳田俊[48]
- 音響監督 - 岩浪美和[43]
- 録音調整 - 山口貴之[48]
- 音響効果 - 小山恭正[48]
- 音楽 - 菅野祐悟[43]
- 音楽プロデューサー - 松田隼典
- プロデューサー - 佐々木夕介、平野真之
- アニメーションプロデューサー - 後藤知子、吉永裕志
- アニメーション制作 - サンライズ、ANIMA、神風動画[48]
- 製作 - SAND LAND製作委員会[48]

#### 主題歌（Webアニメ）
「Water Carrier」
Kroiによるオープニングテーマ。作詞は内田怜央、作曲・編曲はKroi。
「ドライブ・マイ・イデア」
Tempalayによるエンディングテーマ。作詞・作曲は小原綾斗、編曲はTempalay。

#### 各話リスト
| 話数         | サブタイトル       | 脚本         | 絵コンテ                                    | 演出                | 作画監督                                     | 総作画監督   | 配信日         |              |              |              |              |              |              |              |              |              |              |              |              |              |              |              |              |              |
| 悪魔の王子編 | 悪魔の王子編       | 悪魔の王子編 | 悪魔の王子編                                | 悪魔の王子編        | 悪魔の王子編                                 | 悪魔の王子編 | 悪魔の王子編   | 悪魔の王子編 | 悪魔の王子編 | 悪魔の王子編 | 悪魔の王子編 | 悪魔の王子編 | 悪魔の王子編 | 悪魔の王子編 | 悪魔の王子編 | 悪魔の王子編 | 悪魔の王子編 | 悪魔の王子編 | 悪魔の王子編 | 悪魔の王子編 | 悪魔の王子編 | 悪魔の王子編 | 悪魔の王子編 | 悪魔の王子編 |
| ------------ | ------------------ | ------------ | ------------------------------------------- | ------------------- | -------------------------------------------- | ------------ | -------------- | ------------ | ------------ | ------------ | ------------ | ------------ | ------------ | ------------ | ------------ | ------------ | ------------ | ------------ | ------------ | ------------ | ------------ | ------------ | ------------ | ------------ |
| 第1話        | 悪魔と人間の旅立ち | 森ハヤシ     | 横嶋俊久                                    | 横嶋俊久 久米和貴子 | 斎藤雅和 濱中章太郎 菅野利之                 | 菅野利之     | 2024年 3月20日 |              |              |              |              |              |              |              |              |              |              |              |              |              |              |              |              |              |
| 第2話        | 国王軍の秘密       | 森ハヤシ     | 宮脇千鶴                                    | 久米和貴子          | 福島ハル                                     | 菅野利之     | 2024年 3月20日 |              |              |              |              |              |              |              |              |              |              |              |              |              |              |              |              |              |
| 第3話        | 伝説と呼ばれた男   | 森ハヤシ     | 増田敏彦                                    | 佐々木こうじ        | 斎藤雅和                                     | 菅野利之     | 2024年 3月20日 |              |              |              |              |              |              |              |              |              |              |              |              |              |              |              |              |              |
| 第4話        | 砂漠の向こうに     | 森ハヤシ     | 博多正寿                                    | 博多正寿            | 三浦春樹                                     | 菅野利之     | 2024年 3月20日 |              |              |              |              |              |              |              |              |              |              |              |              |              |              |              |              |              |
| 第5話        | 恐怖の虫人間       | 森ハヤシ     | 西澤晋 横嶋俊久                             | 小野歩 佐々木こうじ | 福島ハル 五反孝幸 本田敬一 渡邊義弘          | 菅野利之     | 2024年 3月20日 |              |              |              |              |              |              |              |              |              |              |              |              |              |              |              |              |              |
| 第6話        | 悪魔のベルゼブブ   | 森ハヤシ     | 西澤晋 横嶋俊久                             | 小野歩 佐々木こうじ | 福島ハル 五反孝幸 本田敬一 渡邊義弘          | 菅野利之     | 2024年 3月20日 |              |              |              |              |              |              |              |              |              |              |              |              |              |              |              |              |              |
| 天使の勇者編 |                    |              |                                             |                     |                                              |              |                |              |              |              |              |              |              |              |              |              |              |              |              |              |              |              |              |              |
| 第7話        | いざ！新たな冒険へ | 森ハヤシ     | 神志那弘志                                  | 神志那弘志          | 斎藤雅和                                     | 菅野利之     | 3月20日        |              |              |              |              |              |              |              |              |              |              |              |              |              |              |              |              |              |
| 第8話        | 潜入大作戦！       | 森ハヤシ     | 増田敏彦                                    | 神谷望夢            | 濱中章太郎 山口葵 浅井昭人 山村直己          | 菅野利之     | 3月27日        |              |              |              |              |              |              |              |              |              |              |              |              |              |              |              |              |              |
| 第9話        | 悪魔の力           | 森ハヤシ     | 博多正寿                                    | 博多正寿            | 斎藤雅和 伊藤千秋 坪田慎太郎 高橋竜弥        | 菅野利之     | 4月3日         |              |              |              |              |              |              |              |              |              |              |              |              |              |              |              |              |              |
| 第10話       | ムニエルの壺       | 森ハヤシ     | 久米和貴子                                  | 久米和貴子          | 三浦春樹、福島ハル                           | 菅野利之     | 4月10日        |              |              |              |              |              |              |              |              |              |              |              |              |              |              |              |              |              |
| 第11話       | 空中要塞ガラム     | 森ハヤシ     | 増田敏彦                                    | 山田史人            | 中島渚                                       | 菅野利之     | 4月17日        |              |              |              |              |              |              |              |              |              |              |              |              |              |              |              |              |              |
| 第12話       | 最終決戦!!         | 森ハヤシ     | 佐々木こうじ 久米和貴子 神志那弘志 横嶋俊久 | 佐々木こうじ        | 本田敬一、Triple A                           | 菅野利之     | 4月24日        |              |              |              |              |              |              |              |              |              |              |              |              |              |              |              |              |              |
| 第13話       | 戦いの果てに       | -            | 小野歩 横嶋俊久 神志那弘志                  | 小野歩              | 村松尚雄 鈴木健史 市原圭子 福島ハル 津留幸代 | -            | 5月1日         |              |              |              |              |              |              |              |              |              |              |              |              |              |              |              |              |              |

## コンピュータゲーム
本作を原作としたPlayStation 4/5・Xbox Series X/S用ゲームソフトが2024年4月25日に発売。ジャンルはアクションRPG。
サンドランドの他、新たな舞台としてフォレストランドが登場する。